# Герман Аляскинский
Ге́рман Аля́скинский (вероятное мирское имя Егор Иванович Попов, в некоторых источниках — Герасим Иванович Зырянов; 1751 (или 1756/1757), Шацкая провинция Воронежской губернии (или Серпухов), Россия — 15 (27) ноября 1836 года (или 13 (26) декабря 1836 года), Еловый остров, Аляска) — православный святой, почитаемый в лике преподобных, руководитель русской духовной миссии на острове Кадьяк, крестивший множество «алеутов» и других жителей Русской Америки.
Один из первых православных проповедников в Новом Свете, православные считают его святым покровителем Америки.

## Житие
Согласно официальной версии, Герман происходил из купеческой семьи, мирское его имя в точности неизвестно. Уже в шестнадцать лет он принял послушание в Троице-Сергиевой пустыни под Петербургом, на берегу Финского залива. Через пять лет, желая большего уединения, Герман перешёл в Валаамский монастырь, где после различных послушаний устроился на постоянное жительство в лесной пустыни в полутора верстах от обители. Там, на Валааме, духовным руководителем и наставником будущего миссионера стал игумен Назарий, саровский старец, установивший на Валааме устав Саровской пустыни.
Через пятнадцать лет жительства на острове Валаам, в 1793 году, Герман, среди других иноков монастыря, вошёл в Кадьякскую духовную миссию, созданную для проповеди Евангелия среди «диких» языческих народов Аляски и прилегающих островов. Герман стойко нёс послушание в тяжёлых условиях миссии, и в 1807 году был назначен её главой.
Я — нижайший слуга здешних народов и нянька.
Через некоторое время Герман Аляскинский переселяется на ближайший к миссии Еловый остров, который назвал Новым Валаамом (официальный приказ о переименовании, как желал старец, был издан в 1831 году правителем Русской Америки Фердинандом Врангелем). После многих трудов именно здесь он и обрёл успокоение, предсказав время своей кончины, в декабре 1836 года.

## Деяния
Преподобный Герман Аляскинский весьма распространил православную веру в Русской Америке, крестив десятки тысяч местных жителей. Он вёл жизнь, полную самоотречения, пренебрегая всеми удобствами. Современники вспоминали о его поразительном уме и ясности мысли, быстроте и отчётливости суждений. В частности, с благоговением о беседах со старцем вспоминал правитель Русско-американской компании Семён Иванович Яновский, обращённый преподобным Германом в православие из деистических идей того времени.
Почти всю жизнь прожил на острове Еловом, занимаясь молитвой и хозяйством. Под конец жизни взял на воспитание молодых девушек Алеуток — сирот.

## Прославление
Могила Германа Аляскинского на Еловом острове быстро сделалась местом почитания и паломничества.
Уже в 1860-х годах в России было известно о почитании преподобного Германа на Кадьяке. В 1867-м году один из аляскинских епископов составил записку о его жизни и чудотворениях. Исцеления по молитве старца Германа фиксировались в течение долгого периода.
В 1952 году, по благословению митрополита всей Америки и Канады Леонтия (Турневича), протоиерей Стефан Ляшевский составил житие преподобного Германа Аляскинского и акафист ему, книга издана в Нью-Йорке в 1953 году.
Закрепляя многолетнюю традицию, 11 марта 1969 года Архиерейский Собор Русской Православной Греко-Кафолической Церкви в Америке причислил его к лику святых.
В том же году на Архиерейском Соборе Русской православной церкви заграницей 1969 года было принято решение о прославлении Германа Аляскинского. Торжество прославления происходило 25-26 июля 1970 года в соборном храме в Сан-Франциско. Торжество возглавил митрополит Филарет (Вознесенский) при участии 5 архиереев и множества духовенства.
9 августа (27 июля по старому стилю) 1970 года состоялось открытие мощей и прославление преподобного Германа. Вслед за этим Священный Синод Русской православной церкви своим определением от 1 декабря 1970 года внёс в месяцеслов Русской Церкви имя преподобного Германа Аляскинского, «всея Америки чудотворца».

## Почитание преподобного Германа Аляскинского на Валааме
С 2010 года действует скит Германа Аляскинского на острове Байонной («Германова пустынь»).
Поле, рядом с которым когда-то стояла келья преподобного, получило название Германово. В конце XX века по инициативе Валаамского общества Америки рядом с Германовым полем у Главной монастырской дороги был установлен германовский, или американский, деревянный поклонный крест. 9 августа 2020 года освящена часовня преподобного Германа Аляскинского на Германовом поле. Выполнена часовня в «кирпичном стиле», характерном для Валаама начала XX века. Основанием для разработки проекта стала историческая фотография часовни святых Константина и Елены (стоявшей на этом месте в начале XX века), а также чертежи из архива Ново-Валаамского монастыря в Финляндии. Архитектор — Юрий Кирс.

## Современная версия о происхождении и мирском имени

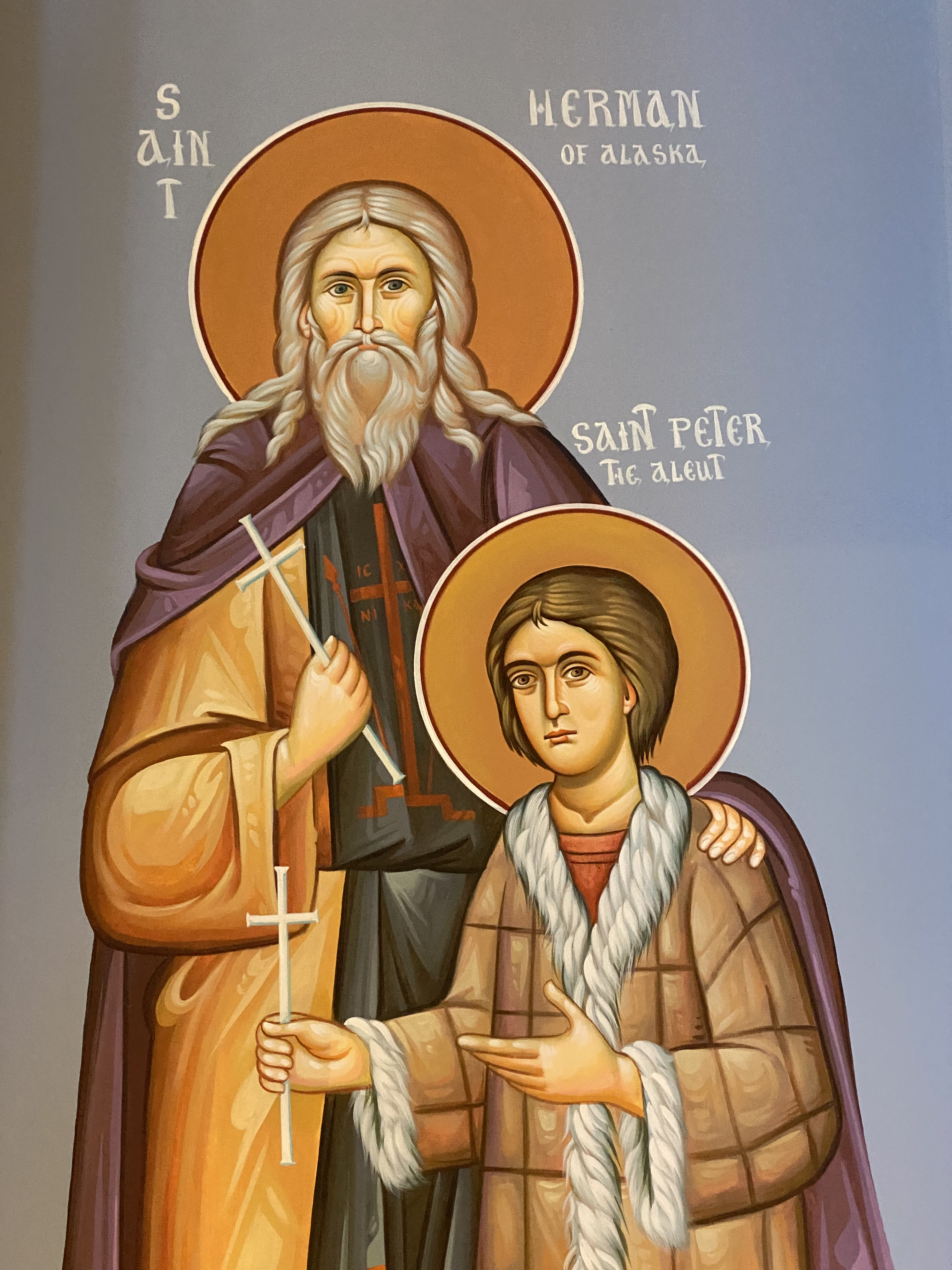
Икона с изображением Петра Алеута и Германа Аляскинского. Рочестер, штат Миннесота

В 2002 году издательством Джорданвилльского монастыря, а затем в 2005 году Валаамским монастырём и Свято-Тихоновским университетом было опубликовано посвящённое преподобному Герману исследование старшего научного сотрудника Отдела этнографии народов Америки музея Кунсткамера, кандидата исторических наук С. А. Корсуна. Основываясь на архивных документах, найденных в Центральном государственном историческом архиве Петербурга, Корсун в своих научных публикациях представил новую версию о происхождении святого Германа.
Преподобный Герман Аляскинский происходил из крестьян Шацкой провинции Воронежской губернии (возможно, из Кадома). В первом издании исследования Корсун предположил, что Германа, как и его первого ученика из алеутов, звали в миру Герасим Иванович Зырянов. Однако во втором издании автор объяснил, что Герасим, ученик Германа, мог быть креолом, а его отец — русским с фамилией Зырянов, умершим от эпидемии. Настоящее мирское имя Германа — Егор Иванович Попов — и дата его рождения (1751 год) были найдены в 2003 году в документах Центрального исторического архива.
В отрочестве он совершил паломничество в Саровский монастырь, где жил в келье старца Варлаама (1689—1764). Старец Варлаам был духовником земляка Егора — будущего преподобного старца Назария Валаамского (1733—1809), тогда ещё трудника, родом из деревни Аносово, расположенной в 15 верстах от Кадома Шацкой провинции.
В 1768 году на Егора Попова пал жребий рекрута. Егор решил уклониться от воинской службы и удалился в Саровский монастырь, где его нашли и забрали в армию. Так как Попов был обучен грамоте, то его определили на должность подканцеляриста кадомского воеводства. В 1778 году воеводство было упразднено, а его служителям, которые не желали продолжать военную службу, разрешили уйти в монастырь. Егор Попов поступил послушником в Саровскую обитель (в этом же году туда поступил Прохор Мошнин, будущий Серафим Саровский). В 1782 году послушник Попов сопровождал иеромонаха Назария при его переезде в Санкт-Петербургскую епархию. В марте 1782 года Назарий был назначен строителем Валаамского монастыря. Здесь 22 октября 1782 года он постриг послушника Егора в монахи с именем Герман. В 1793 году Герман выразил добровольное желание войти в состав Первой православной миссии, которая отправлялась на Аляску.